# Peso Cubano Convertível
O Peso Cubano Convertível (CUC) é uma das duas moedas oficiais em Cuba, juntamente com o Peso Cubano (CUP). Começou a circular em 1994. Em novembro de 2004, o Banco Central acabou com a circulação do dólar em Cuba. Até abril de 2005, a taxa de câmbio foi de 1 CUC = 1 USD, mais tarde passou a 1 CUC = 1,08 USD. A partir de 14 março de 2011 retornou ao seu valor original, ou seja, 1 CUC por USD, mas com um imposto de 13% sobre quando é dólar americano (USD).
É aconselhável às pessoas que visitam Cuba que não troquem dinheiro por dólares, mas em outras moedas de valor similar em Cuba como o Euro, porque se a moeda de troca for o dólar é aplicado um imposto de 13%, o que não acontece em outras divisas estrangeiras.